# Giacomo Oddi
Giacomo Oddi (Perugia, 11 de novembro de 1679 - Perugia, 2 de maio de 1770) foi um cardeal do século XVIII.

## Biografia
Nasceu em Perugia em 11 de novembro de 1679. O mais novo dos cinco filhos de Francesco (ou Pietro) Oddi, conde de Antognolla, e Vittoria Biancheri. Os outros filhos eram Ercole, Cornelio, Marcantonio e Grifone. Seu primeiro nome também está listado como Jacopo; e seu sobrenome como Oddus; e como degli Oddi. Sobrinho materno do cardeal Antonio Banchieri (1726). Primo do cardeal Giovanni Francesco Banchieri (1753). Tio do cardeal Niccolò Oddi, SJ (1766).
Estudou na Universidade de Perugia de 1702 até 1709; obteve o doutorado in utroque iure , direito canônico e civil, em 21 de dezembro de 1709.
Foi a Roma, ingressou na prelatura e tornou-se referendário dos Tribunais da Assinatura Apostólica de Justiça e da Graça, 1º de julho de 1706. Protonotário participativo apostólico . Governador de Rimini, 31 de março de 1708. Governador de Sabina, 27 de fevereiro de 1709. Governador de Fabriano, 12 de setembro de 1710. Governador de Ascoli, 17 de abril de 1717. Governador de Ancona, 6 de abril de 1718. Governador de Civitavecchia, Tolfa e Corneto, 4 de fevereiro de 1721. Governador de Viterbo, 18 de julho de 1721. Como comissário apostólico, resolveu a divergência entre a Santa Sé e a corte de Parma. Governador de Macerata, outubro de 1730. Governador de Viterbo novamente, 1731? a junho de 1732.
Ordenado em 30 de maio de 1732.
Eleito arcebispo titular de Laodicéia em 9 de junho de 1732. Consagrada em 24 de junho de 1732 a igreja das beneditinas em Campo Marzio, Roma, pelo cardeal Giorgio Spinola, auxiliado por Giuseppe Peroni, arcebispo titular de Damasco, e por Carlo Alberto Guidobono Cavalchini, arcebispo titular de Filippi. Núncio em Colônia, 28 de junho de 1732. Núncio em Veneza, 7 de fevereiro de 1735. Núncio em Portugal, 25 de fevereiro de 1739.
Criado cardeal sacerdote no consistório de 9 de setembro de 1743; o papa enviou-lhe o barrete vermelho com um breve apostólico datado de 20 de setembro de 1743; recebeu o chapéu vermelho em 11 de março de 1745; e o título de S. Girolamo degli Schiavoni, 5 de abril de 1745. Legado em Urbino, 23 de setembro de 1743. Legado em Romagna, 19 de setembro de 1746. Transferido para a sé de Viterbo e Toscanella, com título pessoal de arcebispo, 22 de setembro , 1749; ele concedeu ricos benefícios ao hospital para órfãos; fundou uma casa de exercícios espirituais para o clero; construiu um palácio, fora da cidade, para os futuros bispos chamado "La Palenzana"; gastou grandes somas de dinheiro em objetos sagrados para as igrejas da diocese; realizou visitas diocesanas; enfatizou a correta celebração dos ritos sagrados e das cerimônias eclesiásticas; em 1762, convocou um sínodo diocesano, o que causou divergências em Roma, mas após um exame por uma Congregação nomeada pelo Papa Clemente XIII, o cardeal foi declarado correto. Optou pelo título de S. Anastácia, a 12 de Janeiro de 1756. Participou do conclave de 1758, que elegeu o Papa Clemente XIII. Optou pelo título de S. Maria em Trastevere, em 22 de novembro de 1758. Optou pelo título de S. Prassede, em 12 de fevereiro de 1759. Optou pelo título de S. Lorenzo em Lucina, em 21 de março de 1763. Cardeal protoprete . Não participou do conclave de 1769, que elegeu o Papa Clemente XIV. Padre Egidio Mingarelli, sacerdote da diocese de Bolonha, foi nomeado vigário apostólico de Viterbo e Toscanella, em 22 de março de 1770, por causa da idade avançada e fragilidade do cardeal. Tentando melhorar sua condição, mudou-se para Perugia, mas sem sucesso.
Morreu em Perugia em 2 de maio de 1770, na casa de sua família. Exposto na igreja da Companhia de Jesus em Perugia, onde se realizou o funeral; e enterrado no lado direito do altar da SS. Crocifissi, naquela mesma igreja; sempre foi um grande admirador e simpatizante da Companhia de Jesus.